# Esteban Sainz Argomaniz
Alamiro Esteban Sainz Argomaniz (Santiago, 2 de octubre de 1912 - Viña del Mar, 28 de diciembre de 1998), fue un comerciante y político radical chileno. Hijo de Casimiro Sainz y Marta Argomaniz. Contrajo matrimonio con Socorro del Pilar Prieto Cabello en 1937.
Hizo sus estudios primarios en Santiago y los secundarios en el Liceo de Valparaíso. Luego se dedicó al comercio en el puerto y retornó a la capital y abrió la empresa Sáinz y Compañía (1928-1939).
Militante del Partido Radical. Fue nombrado Gobernador de Los Andes para el período 1931-1936.
Elegido Diputado por San Felipe, Petorca y Los Andes para el período 1961-1965, integrando la comisión permanente de Vías y Obras Públicas.